# Соната для клавира № 11 (Моцарт)
Соната для клавира № 11 ля мажор — музыкальное произведение Вольфганга Амадея Моцарта, которая состоит из 3 частей. Не ясно, где и когда Моцарт написал сонату; однако Вена или Зальцбург около 1783 года в настоящее время считается наиболее вероятным (по другим версиям, соната была написана в Париже).
Соната опубликована в 1784 году, наряду с номерами 10 и 12. Соната написана в тональности ля мажор. Обычное исполнение всей сонаты занимает около 20 минут.

## Структура
I. Andante grazioso
Тема и вариации. Тональность A-Dur. Написана в форме вариации.
II. Menuetto
Вторая часть — менуэт написан в классической для этого жанра форме da capo.
III. Alla turca
Последняя часть, отмеченная alla turca, известная в народе как «Турецкое рондо» или «Турецкий марш», часто звучит сама по себе и является одним из самых известных фортепианных произведений Моцарта. Сам Моцарт называл «Rondo alla turca». Он имитирует звучание турецкой янычарской музыки, которая была в моде в то время. Этому турецкому стилю подражают и другие произведения того времени, включая собственную оперу Моцарта «Похищение из сераля». Во времена Моцарта последняя часть иногда исполнялась на фортепиано, построенном с «турецкой остановкой», что позволяло украшать её дополнительными перкуссионными эффектами.

## Влияние
Тема первой части использована Максом Регером в его «Вариациях и фуге на тему Моцарта» (1914) для оркестра. «Blue Rondo à la Turk» Дейва Брубека (1959) не основан на последней части и не связан с ней.

## Открытие автографа в 2014 году
В 2014 году венгерский библиотекарь Балаж Микуши обнаружил четыре страницы оригинальных нот (автографа) сонаты в будапештской Национальной библиотеке имени Сеченьи. До тех пор сохранилась только последняя страница автографа. Бумага и почерк четырёх страниц соответствовали последней странице партитуры, состоявшейся в Зальцбурге. Оригинальная партитура близка к первому изданию, опубликованному в 1784 году. Однако в первой части, в тактах 5 и 6 вариации, ритм последних восьми нот отличался от различных изданий. В менуэте четверть в третьем такте в большинстве изданий до-диез, но в автографе указана нота ля. Золтан Кочиш дал первое исполнение по найденным нотам в сентябре 2014 года.